# 파스타사주

파스타사 주의 위치

파스타사주(스페인어: Provincia de Pastaza)는 에콰도르 동부에 위치한 주로 주도는 푸요이며 면적은 29,641.37km2, 인구는 83,933명(2010년 기준), 인구 밀도는 2.8명/km2이다. 1959년 10월 22일에 신설되었으며 4개 지방 자치체를 관할한다. 북쪽으로는 나포 주와 오레야나 주, 서쪽으로는 모로나산티아고 주와 퉁구라우아 주, 남쪽으로는 모로나산티아고 주와 접하며 동쪽으로는 페루와 국경을 접한다.

주기

## 같이 보기
- 에콰도르의 주